# Casa Quel (la Vall de Boí)
La Casa Quel és una obra de la Vall de Boí (Alta Ribagorça) inclosa a l'Inventari del Patrimoni Arquitectònic de Catalunya.

## Descripció
Edifici de planta rectangular, amb baixos, pis i golfes, amb coberta de pissarra a dos vessants.
La planta baixa, amb un taller de reparació de cotxes, té accés per la façana sud, amb una porta modificada.
La planta pis, amb l'habitatge, amb accés pel camí "B", té tres finestres a la façana sud i un balcó centrat a la façana oest.
La golfa té un únic balcó centrat a la façana oest.
Pel costat nord fa mitgera amb el cobert de Casa Gaspar.
Cal destacar la composició de les obertures de la façana oest sobre la carretera.